# Ajla Bašić
Ajla Bašić (* 29. Juni 2001) ist eine bosnische Leichtathletin, die sich auf den Hammerwurf spezialisiert hat.

## Sportliche Laufbahn
Erste Erfahrungen auf Wettkämpfen internationaler Ebene sammelte Ajla Bašić im Jahr 2018, als sie bei den U18-Europameisterschaften in Győr mit einer Weite von 47,54 m mit dem 3-kg-Hammer in der Qualifikationsrunde ausschied. 2021 belegte sie dann bei den Balkan-Meisterschaften in Smederevo mit 51,78 m den achten Platz.
In den Jahren von 2019 bis 2021 wurde Bašić bosnische Meisterin im Hammerwurf.